# Fritz Keller
Fritz Keller (Strasbourg, 1913. augusztus 21. – Strasbourg, 1985. június 8.) német születésű, francia válogatott labdarúgó.
Öccse, Curt Keller francia válogatott labdarúgó, valamint Albert Keller aki szintén labdarúgó volt.